# Campionati del mondo di atletica leggera 2019 - Salto con l'asta femminile
La specialità del salto con l'asta femminile dei campionati del mondo di atletica leggera 2019 si è svolta tra il 27 e il 29 settembre allo Stadio internazionale Khalifa di Doha, in Qatar.

## Podio
| Pos.    | Atleta               | Nazionalità                 | Misura |
| ------- | -------------------- | --------------------------- | ------ |
| Oro     | Anzhelika Sidorova   | Atleti Neutrali Autorizzati | 4,95 m |
| Argento | Sandi Morris         | Stati Uniti                 | 4,90 m |
| Bronzo  | Aikaterinī Stefanidī | Grecia                      | 4,85 m |

## Situazione pre-gara

### Record
Prima di questa competizione, il record del mondo (RM) e il record dei campionati (RC) erano i seguenti.
| Record                | Prestazione | Atleta                 | Data                               | Competizione  |
| --------------------- | ----------- | ---------------------- | ---------------------------------- | ------------- |
| Record mondiale       | 5,06 m      | Elena Isinbaeva Russia | 28 agosto 2009 Zurigo, Svizzera    |               |
| Record dei campionati | 5,01 m      | Elena Isinbaeva Russia | 12 agosto 2005 Helsinki, Finlandia | Mondiali 2005 |

### Campionesse in carica
Le campionesse in carica a livello mondiale erano:
| Campionessa | Atleta                      | Prestazione | Data                                   | Competizione                |
| ----------- | --------------------------- | ----------- | -------------------------------------- | --------------------------- |
| Olimpico    | Aikaterinī Stefanidī Grecia | 4,85 m      | 19 agosto 2016 Rio de Janeiro, Brasile | Giochi della XXXI Olimpiade |
| Mondiale    | Aikaterinī Stefanidī Grecia | 4,91 m      | 6 agosto 2017 Londra (Regno Unito)     | Mondiali 2017               |

### La stagione
Prima di questa gara, gli atleti con le migliori tre prestazioni dell'anno erano:
| Pos. | Atleta                                         | Prestazione | Data                                    |
| ---- | ---------------------------------------------- | ----------- | --------------------------------------- |
| 1    | Jennifer Suhr Stati Uniti                      | 4,91 m      | 30 marzo 2019 Austin, Stati Uniti       |
| 2    | Anzhelika Sidorova Atleti Neutrali Autorizzati | 4,86 m      | 25 luglio 2019 Cheboksary, Russia       |
| 3    | Eliza McCartney Nuova Zelanda                  | 4,85 m      | 26 gennaio 2019 Hastings, Nuova Zelanda |

## Risultati

### Qualificazione
La gara si è svolta il 27 settembre alle ore 17:30.
Si qualificano alla finale le atlete che raggiungono i 4,60 m (Q) o le migliori dodici (q).
| Pos. | Gruppo | Atleta                 | Nazionalità                 | 4,20 m | 4,35 m | 4,50 m | 4,55 m | 4,60 m | Risultato | Note                                     |
| ---- | ------ | ---------------------- | --------------------------- | ------ | ------ | ------ | ------ | ------ | --------- | ---------------------------------------- |
| 1    | A      | Holly Bradshaw         | Regno Unito                 | –      | –      | –      | –      | o      | 4,60      | Q                                        |
| 1    | B      | Sandi Morris           | Stati Uniti                 | –      | –      | o      | –      | o      | 4,60      | Q                                        |
| 1    | A      | Katie Nageotte         | Stati Uniti                 | –      | –      | o      | –      | o      | 4,60      | Q                                        |
| 1    | A      | Alysha Newman          | Canada                      | –      | o      | o      | –      | o      | 4,60      | Q                                        |
| 1    | B      | Aikaterinī Stefanidī   | Grecia                      | –      | –      | –      | –      | o      | 4,60      | Q                                        |
| 1    | A      | Anzhelika Sidorova     | Atleti Neutrali Autorizzati | –      | –      | –      | –      | o      | 4,60      | Q                                        |
| 1    | A      | Iryna Zhuk             | Bielorussia                 | –      | o      | o      | –      | o      | 4,60      | Q                                        |
| 8    | A      | Nikoléta Kiriakopoúlou | Grecia                      | –      | –      | xo     | –      | o      | 4,60      | Q                                        |
| 8    | B      | Yarisley Silva         | Cuba                        | –      | –      | o      | xo     | o      | 4,60      | Q                                        |
| 10   | A      | Li Ling                | Cina                        | –      | o      | xxo    | –      | o      | 4,60      | Q                                        |
| 11   | A      | Angelica Moser         | Svizzera                    | o      | o      | o      | o      | xo     | 4,60      | Q                                        |
| 11   | B      | Robeilys Peinado       | Venezuela                   | o      | o      | o      | o      | xo     | 4,60      | Q                                        |
| 11   | B      | Jennifer Suhr          | Stati Uniti                 | –      | –      | –      | –      | xo     | 4,60      | Q                                        |
| 14   | A      | Lisa Ryzih             | Germania                    | –      | o      | xo     | –      | xo     | 4,60      | Q                                        |
| 15   | B      | Angelica Bengtsson     | Svezia                      | –      | –      | o      | –      | xxo    | 4,60      | Q                                        |
| 16   | B      | Ninon Guillon-Romarin  | Francia                     | –      | o      | xo     | –      | xxo    | 4,60      | Q                                        |
| 17   | B      | Tina Šutej             | Slovenia                    | o      | o      | o      | xxo    | xxo    | 4,60      | Q                                        |
| 18   | B      | Nicole Büchler         | Svizzera                    | –      | o      | xo     | xo     | xxx    | 4,55      | Miglior prestazione personale stagionale |
| 19   | B      | Xu Huiqin              | Cina                        | –      | o      | o      | xxx    |        | 4,50      |                                          |
| 20   | A      | Fanny Smets            | Belgio                      | o      | xo     | o      | xxx    |        | 4,50      |                                          |
| 21   | A      | Maryna Kylypko         | Ucraina                     | o      | o      | xxo    | xxx    |        | 4,50      |                                          |
| 22   | B      | Kelsie Ahbe            | Canada                      | o      | o      | xxx    |        |        | 4,35      |                                          |
| 22   | A      | Romana Maláčová        | Rep. Ceca                   | o      | o      | xxx    |        |        | 4,35      |                                          |
| 22   | A      | Wilma Murto            | Finlandia                   | o      | o      | xxx    |        |        | 4,35      |                                          |
| 25   | A      | Michaela Meijer        | Svezia                      | xo     | o      | xxx    |        |        | 4,35      |                                          |
| 25   | B      | Lene Retzius           | Norvegia                    | xo     | o      | xxx    |        |        | 4,35      |                                          |
| 27   | B      | Alyona Lutkovskaya     | Atleti Neutrali Autorizzati | o      | xo     | xxx    |        |        | 4,35      |                                          |
| 28   | B      | Liz Parnov             | Australia                   | xo     | xo     | xxx    |        |        | 4,35      |                                          |
| 29   | A      | Roberta Bruni          | Italia                      | o      | xxo    | xxx    |        |        | 4,35      |                                          |
| 29   | B      | Irina Ivanova          | Atleti Neutrali Autorizzati | o      | xxo    | xxx    |        |        | 4,35      |                                          |
| 31   | A      | Killiana Heymans       | Paesi Bassi                 | o      | xxx    |        |        |        | 4,20      |                                          |
|      | B      | Katharina Bauer        | Germania                    | xxx    |        |        |        |        | nm        |                                          |

### Finale
La gara si è svolta il 29 settembre a partire dalle ore 20:01.
| Pos | Atleta                 | Nazionalità                 | 4,50 m | 4,70 m | 4,80 m | 4,85 m | 4,90 m | 4,95 m | Risultato | Note                                                                    |
| --- | ---------------------- | --------------------------- | ------ | ------ | ------ | ------ | ------ | ------ | --------- | ----------------------------------------------------------------------- |
|     | Anzhelika Sidorova     | Atleti Neutrali Autorizzati | o      | o      | o      | o      | o      | xxo    | 4,95      | Miglior prestazione mondiale stagionale · Miglior prestazione personale |
|     | Sandi Morris           | Stati Uniti                 | o      | o      | o      | o      | o      | xxx    | 4,90      | Miglior prestazione personale stagionale                                |
|     | Aikaterinī Stefanidī   | Grecia                      | o      | o      | xo     | xo     | x-     | xx     | 4,85      | Miglior prestazione personale stagionale                                |
| 4   | Holly Bradshaw         | Regno Unito                 | o      | o      | xo     | xx-    | x      |        | 4,80      |                                                                         |
| 5   | Alysha Newman          | Canada                      | xo     | o      | xo     | xxx    |        |        | 4,80      |                                                                         |
| 6   | Angelica Bengtsson     | Svezia                      | o      | xxo    | xxo    | xxx    |        |        | 4,80      | Record nazionale                                                        |
| 7   | Katie Nageotte         | Stati Uniti                 | o      | o      | xxx    |        |        |        | 4,70      |                                                                         |
| 7   | Robeilys Peinado       | Venezuela                   | o      | o      | xxx    |        |        |        | 4,70      | Record nazionale                                                        |
| 7   | Jennifer Suhr          | Stati Uniti                 | -      | o      | xxx    |        |        |        | 4,70      |                                                                         |
| 7   | Iryna Zhuk             | Bielorussia                 | o      | o      | xx-    | x      |        |        | 4,70      | Record nazionale                                                        |
| 11  | Yarisley Silva         | Cuba                        | xxo    | o      | xxx    |        |        |        | 4,70      |                                                                         |
| 12  | Ninon Guillon-Romarin  | Francia                     | o      | xo     | xxx    |        |        |        | 4,70      |                                                                         |
| 13  | Nikoléta Kiriakopoúlou | Grecia                      | o      | xxx    |        |        |        |        | 4,50      |                                                                         |
| 13  | Li Ling                | Cina                        | o      | x-     | xx     |        |        |        | 4,50      |                                                                         |
| 13  | Angelica Moser         | Svizzera                    | o      | xxx    |        |        |        |        | 4,50      |                                                                         |
| 13  | Tina Šutej             | Slovenia                    | o      | xxx    |        |        |        |        | 4,50      |                                                                         |
| 17  | Lisa Ryzih             | Germania                    | xo     | xxx    |        |        |        |        | 4,50      |                                                                         |